# غلاسيه إكسبرس

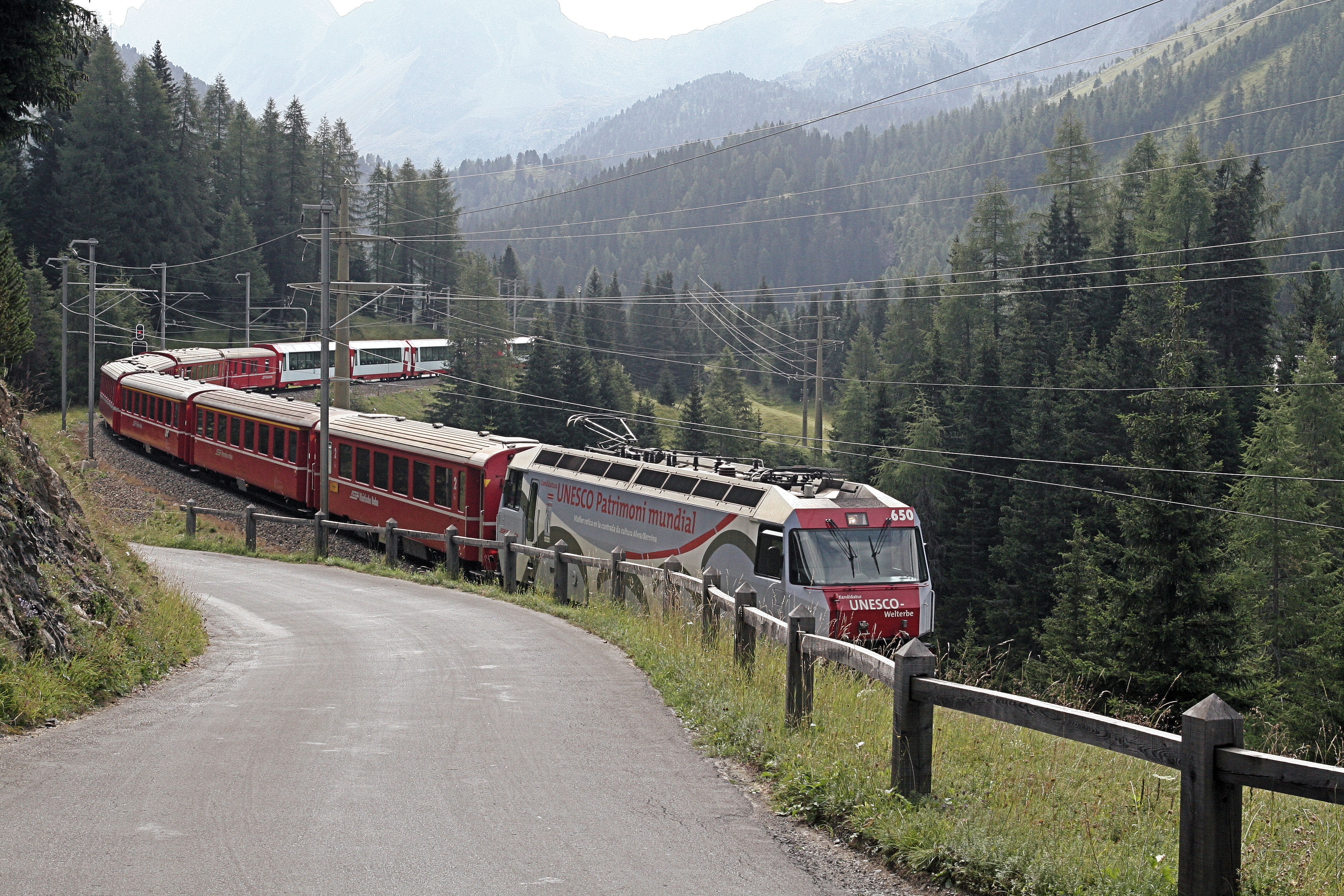
غلاسيه إكسبرس

غلاسيه إكسبرس ترجمته الحرفية الجليدي السريع (بالإنجليزية: Glacier Express)‏ قطار مباشر في سويسرا يصل بين سانت مورتيز في كانتون غروباندن وزيرمات في كانتون فاليز. في 25 يونيو 1930 انطلقت أول رحلة غلاسيه إكسبرس وهو يحمل 70 مسافرا. يعتبر هذا القطار من أشهر القطارات في العالم بعبوره قمم جبال الالب وتقديمه للمسافر مشهداً بانورامياً لجبال الألب السويسرية والأودية المحيطة وغابات الجبال والمراعي الجبلية والقرى الصغيرة. تبلغ مدة الرحلة في هذا القطار سبعة ساعات ونصف، يمر خلال تلك الرحلة في 291 جسراً و91 نفق، وقد تم اختيار هذا الخط كأحد مواقع التراث العالمي في عام 2008.

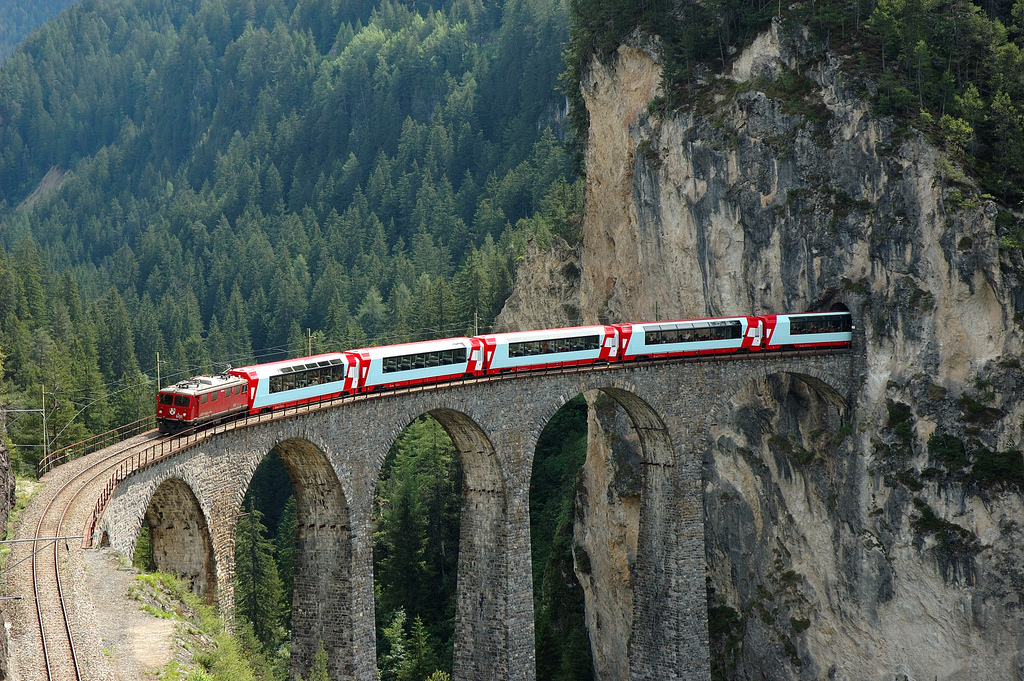
غلاسيية اكسبريس